# Casa Baden-Powell
La Casa Baden-Powell, coloquialmente conocida como Casa B-P, es un centro de conferencias y un hostal de exploradores en la zona sur de Kensington, Londres, que fue construida como tributo a Lord Baden-Powell, fundador de la Asociación de Scouts. La casa, propiedad de La Asociación Scout, alberga una pequeña exhibición de los Scout en su forma actual y una estatua de granito por Don Potter.
El comité de la construcción, dirigido por Sir. Harold Gillett, Alcalde de Londres, compró el sitio en 1956 y asignó a Ralph Tubbs para diseñar la casa en el estilo arquitectónico moderno. La primera piedra fue colocada por la jefa de la Asociación Mundial de las Muchachas Guías y las Guías Scouts Olave, Lady Baden-Powell, y fue inaugurada en 1961 por la Reina Isabel II. La mayor parte del costo de £400,000 fue aportado por el Movimiento Scout. A lo largo de los años, la casa ha sido renovada varias veces, de modo que ahora ofrece alojamiento moderno y accesible para exploradores, guías, sus familias y al público en general en Londres. El edificio también alberga un espacio en renta para conferencias y eventos.

## Historia
Baden-Powell se ha ido, pero su movimiento se mantiene y crece -un monumento más duradero que la piedra o el metal. Es, sin embargo, conveniente que, aquí en Inglaterra, donde comenzó, hubiera una casa, portando su nombre y atendiendo las necesidades del movimiento, que pueda expresar nuestra gratitud hacia él de manera práctica.
De un discurso de Isabel II

Con base en una iniciativa de 1942 por el jefe scout Lord Somers, el Comité de la Casa Baden-Powell fue establecido por La Asociación de Scouts en 1953 bajo la dirección de Sir. Harold Gillett, que más tarde sería el alcalde de Londres. La directiva del comité fue construir un hostal que proporcionara a los exploradores un lugar para quedarse a un precio razonable mientras visitaban Londres. Para este propósito, en 1956 el comité adquirió una propiedad bombardeada en la intersección de Cromwell Road y Queen's Gate a un precio de £39,000.
El movimiento scout recolectó la mayor parte del financiamiento de £400,000 para la construcción e instalaciones del edificio entre 1957 y 1959. Los scouts a lo largo de la ciudad recogieron peniques, y esto representó la mayor parte del dinero para el edificio. El dinero también fue recolectado a través de peticiones públicas apoyadas por publicaciones en las revistas de Movimiento Explorador, una colección de 15 000 donaciones de cajas en forma de ladrillos, y 5000 peticiones firmadas personalmente por el, en ese momento, Jefe Scout Lord Rowallan. Los Scout representantes de cada condado estuvieron presentes en la inauguración .
En una celebración el 17 de octubre de 1959 la piedra de la fundación fue colocada por la jefa guía mundial (Olave Baden-Powell), en presencia del alcalde Sir Harold Gillett, el nuevo jefe explorador Sir Charles Maclean, y otros 400 invitados. Un ataúd fue enterrado bajo la primera piedra, que contenía recuerdos de 1959, estampas, monedas, fotografías, y un programa de la ceremonia.
Con 142 Reinas Scouts como Guardias de Honor, y transmisión en vivo por la BBC (comentador Richard Dimbleby), la Casa Baden-Powell fue inaugurada el 12 de julio de 1961 por la Reina Isabel II. Después, paseó por la casa con la Jefa Scout y el presidente de la Asociación de Scout, su tío, el principie Henry, duque de Gloucester. Un panel de mármol negro con letras doradas fue puesto en el balcón de la sala para conmemorar el evento.

## Arquitectura moderna

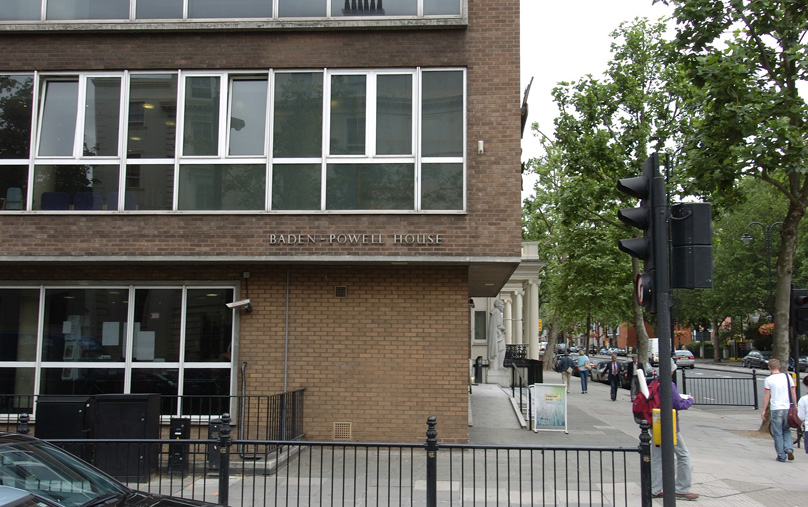
Casa Baden-Powell, vista lateral

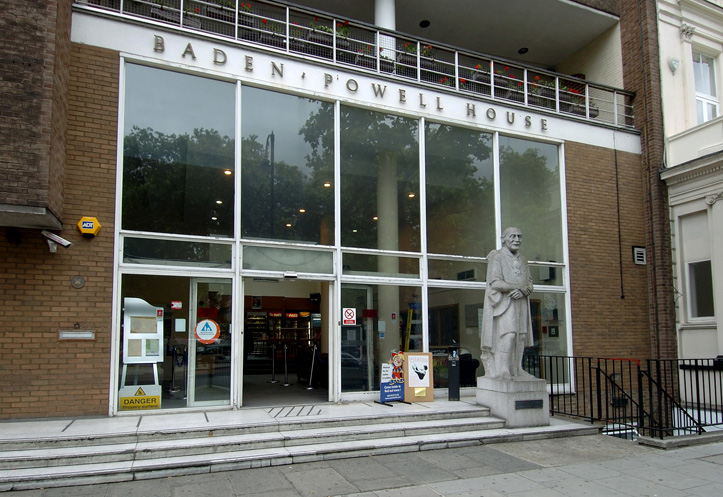
Casa Baden-Powell, vista frontal

La casa fue diseñada por el arquitecto Ralph Tubbs en 1956, cuyo trabajo incluye el Domo del Descubrimiento, el punto culminante del Festival de Bretaña de 1951. Los planos de planta y el modelo del diseño de Tubbs fue mostrado durante una campaña de recaudación de fondos y exhibición el 21 de febrero de 1957 en la Sala Egipcia de la Casa Mansión.
Los seis pisos de la Casa Baden-Powell fueron diseñados con el estilo arquitectónico moderno, iniciado por el arquitecto suizo Le Corbusier desde finales de los años 1920 en adelante, y predominando en los años 1950. En la Casa Baden-Powell, Tubbs hizo sobresalir el primer piso por encima de la planta baja, una elección de diseño arquitectónico de Le Corbusier para liberar el edificio del piso, como se ve en el Pabellón suizo en la Ciudad Internacional Universitaria de París. Además, el Priorato Sainte Marie de La Tourette en Lyon muestra dos pisos de celdas de monjes con pequeñas ventanas, en voladizo sobre plantas abiertas más abajo, otra elección de diseño usada por Tubbs en la fachada de la Casa Baden-Powell. Mientras Tubbs creaba la Casa Baden-Powell con el estilo arquitectónico moderno de Le Corbusier, usó más restricciones arquitectónicas en su propia elección de diseño. Por ejemplo, hizo la parte más visible de la casa de ladrillos en vez de concreto. Esta pesada evolución del estilo de Le Corbusier era popular en Inglaterra durante los años de posguerra hasta que fue reemplazado por el estilo Brutalista a finales de los años 1960.
La Casa Baden-Powell fue construida con base en el diseño de Tubbs por Harry Neal Ltd, por el que recibieron la medalla de oro de la Honorable Compañía de Azulejeros y Albañiles. En la apertura, la casa recibió el premio de diseño por "El edificio de más mérito en Londres".
Treinta y cinco años después de su apertura, la Casa Baden-Powell fue reformada en un programa de seis meses por £2 millones, ofreciendo todas las comodidades modernas como instalaciones privadas para todos los cuartos, doble acristalamiento, y aire acondicionado, así como mejoramiento de las instalaciones de conferencias para pequeños y grandes eventos. Una vez terminado el programa, la casa fue inaugurada por el presidente de la Asociación Scout, el Príncipe Edward, Duque de Kent el 5 de junio de 1997. En 2002 un café Starbucks (descontinuado antes del 2015) y una cafetería de sándwiches fueron abiertos, así como una terraza adyacente a los salones de conferencia en el segundo piso.

## Colección Baden-Powell
Aunque ha sido reemplazada con algunas pequeñas exhibiciones de scouts tradicionales disponibles para el público en el área de recepción, una colección notable de cosas memorables de Baden-Powell han estado en exhibición en el pasado para los visitantes en la exhibición "La historia B-P". Ésta incluía muchos dibujos y cartas hechas por Baden-Powell, así como el original de su Último mensaje para los scouts, Leyes para mí cuando sea viejo y algunas otras primeras ediciones de sus libros. La ex-exhibición también mostró la pintura original por David Jagger, tal como se presentó a Baden-Powell el 29 de agosto de 1929 en el 'Coming of Age' 3rd World Scout Jamboree. Esta pintura, una de las favoritas de Baden-Powell, a veces es usada en publicaciones del Movimiento Scout. Los objetos memorables de Baden-Powell han sido movidos a los cuarteles de Scouting en el Reino Unido, Gilwell Park.
Como parte introductoria de la colección, una estatua de casi tres metros de altura de Baden-Powell fue levantada frente a la Casa Baden-Powell, la única estatua de granito en Londres. El escultor fue su amigo personal Don Potter. Se dio a conocer el 12 de julio de 1961 por el duque de Gloucester, como parte de la apertura oficial de la casa.

## Siglo 21: Hostal y centro de conferencias

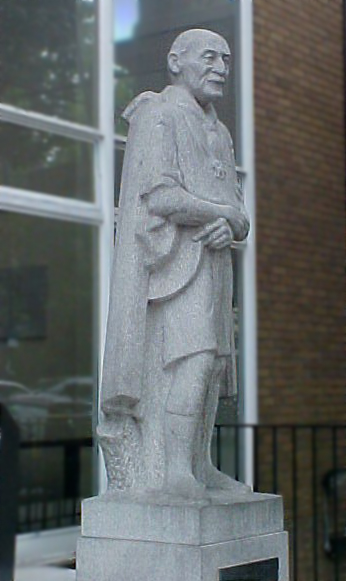
Estatua de Baden-Powell por Don Potter (1960)

Desde 1974 hasta 2001, la Casa Baden-Powell fue el cuartel de la Asociación Scout, por el cual una extensión dedicada a la casa fue completada en 1976. En abril de 2001, el cuartel se mudó formalmente a un nuevo alojamiento en Gilwell Park. Como dueña de la casa Baden-Powell, la Asociación Scout recibe una ganancia neta de las ventas de aproximadamente £1.5 millones.
La Casa Baden-Powell ofrece un hostal para personas visitando Londres. En el periodo 2004-2006, el hostal participó en la Asociación Hostal Juvenil, tras la cual la Asociación Scout creó un acuerdo con la compañía alemana Meiniger City Hostels. El edificio aún le pertenece a la Asociación Scout, pero es operada por Meiniger. Como parte del acuerdo con esta compañía, miembros Scout del Reino Unido y afueras pueden quedarse con un precio reducido. También es un espacio de eventos y conferencias. La Casa Baden-Powell tiene un rango de cuatro estrellas por el Visit Britain Quality Assurance, y movilidad denivel 1; así mismo, visitantes recientes la califican, en promedio, con 4 de 5 estrellas.
Se entra al hostal y el centro de conferencia a través de un amplio atrio cristalizado que sirve como vestíbulo con un café y algunas muestras scout. Del atrio, se llega al salón largo que puede ser usado como auditorio con capacidad para 300 personas. El primer piso tiene un restaurante con capacidad para 100 invitados: el segundo piso tiene salas de reuniones e instalaciones para conferencia para grupos de 80 personas por sala. Los pisos superiores tienen 180 cuartos. En un año promedio, 30 mil personas se quedan en la noche, y 100 mil comidas son servidas en el restaurante.